# Hypothalassiidae
Hypothalassiidae is een familie van krabben, behorende tot de superfamilie der Eriphioidea.

## Systematiek
In deze familie worden volgende genera onderscheiden: 
- Hypothalassia Gistel, 1848
- Lathahypossia  † Schweitzer, Artal, Van Bakel, Jagt & Karasawa, 2007